# Бондаренково (Ленинский район)
Бондаре́нково (до 1948 года Булгана́к; укр. Бондаренкове, крымскотат. Bulğanaq, Булгъанакъ) — село Ленинского района (Автономной) Республики Крым, входит в состав Войковского сельского поселения (Войковского сельсовета).

## Население
| 2001 | 2014 |
| ---- | ---- |
| 721  | ↘600 |

Всеукраинская перепись 2001 года показала следующее распределение по носителям языка
| Язык             | Процент |
| ---------------- | ------- |
| русский          | 79.89   |
| украинский       | 9.15    |
| крымскотатарский | 5.13    |
| белорусский      | 1.8     |
| другие           | 0.55    |

### Динамика численности
| - 1864 год — 225 чел. - 1889 год — 397 чел. - 1926 год — 657 чел. - 1939 год — 743 чел. | - 1989 год — 707 чел. - 2001 год — 721 чел. - 2009 год — 680 чел. - 2014 год — 600 чел. |

## Современное состояние
На 2017 год в Бондаренково числится 22 улицы и 2 переулка; на 2009 год, по данным сельсовета, село занимало площадь 171,4 гектара на которой, в 250 дворах, проживало 680 человек. Бондаренково связано автобусным сообщением с Керчью и соседними населёнными пунктами. В 1975 году в центре села установлен памятный знак, созданый скульптором Иваном Фёдоровичем Черненко, в честь воинов-односельчан, павших на фронтах Великой Отечественной войны и партизан, погибших в Булганакских каменоломнях. На мемориальной доске высечено около 60 фамилий погибших сельчан, объект исторического наследия, постановлением Совета министров Республики Крым № 627 от 20 декабря 2016 года отнесённый к категории объектов историко- культурного наследия России.

## География
Бондаренково расположено на северо-востоке района и Керченского полуострова, в долине маловодной реки Булганак, высота центра села над уровнем моря — 47 м. Находится примерно в 67 километрах (по шоссе) на северо-восток от районного центра Ленино, севернее Керчи. Транспортное сообщение осуществляется по региональным автодорогам 35Н-311 Керчь — Бондаренково протяжённостью 4,0 километра и 35Н-309 Войково — Бондаренково (по украинской классификации — С-0-10803 и С-0-10801).

## История
Впервые, как деревня Бугак, с 10 дворами, 2 мечетями и копанкой с пресной водой, в доступных источниках селение встречается в «Описании городов отошедших по мирному 1774 года с Оттоманскою Портою трактату в Российское владение и принадлежащей к ним земли, с некоторым географическим известием инженер-подполковника Томилова»" 1774 года. Вновь, уже безымянный хутор на месте нынешнего села, встречается на военно-топографической карте генерал-майора Мухина 1817 года, а селение, уже с названием Булганак, обозначенное условным знаком «малая деревня», то есть, менее 5 дворов, в составе Керчь-Еникальского градоначальства — на карте 1842 года. После земской реформы Александра II 1860-х годов, поселение осталось в составе Керчь-Еникальского градоначальства. Согласно «Списку населённых мест Таврической губернии по сведениям 1864 года», составленному по результатам VIII ревизии 1864 года, Булганак — слободка городского ведомства Керчь-Еникальского градоначальства, с 43 дворами, 225 жителями и каменоломней при безименном овраге. На трёхверстовой карте Шуберта 1865—1876 года обозначен хутор Булганак без указания числа дворов. В «Памятной книге Таврической губернии 1889 года», составленной по результатам Х ревизии 1887 года, в деревне Булганак числилось 64 двора и 397 жителей. На верстовой карте Крыма 1896 года в селении обозначено 73 двора с русским населением. Более подробные данные о поселениях Керчь-Еникальского градоначальства дореволюционного периода, пока недоступны, деревня упоминается в «Памятной книжке Керчь-Еникальского градоначальства на 1913 год». На 1914 год в селении действовало земское училище.
После установления в Крыму Советской власти, по постановлению Крымревкома, 25 декабря 1920 года из Феодосийского уезда был выделен Керченский (степной) уезд, Керчь-Еникальское градоначальство упразднили, Постановлением ревкома № 206 «Об изменении административных границ» от 8 января 1921 года была упразднена волостная система и в составе Керченского уезда был создан Керченский район в который вошло село (в 1922 году уезды получили название округов). 11 октября 1923 года, согласно постановлению ВЦИК, в административное деление Крымской АССР были внесены изменения, в результате которых округа были отменены и основной административной единицей стал Керченский район. Согласно Списку населённых пунктов Крымской АССР по Всесоюзной переписи 17 декабря 1926 года, в селе Булганак, Картелезского сельсовета (в котором село состояло всю дальнейшую историю) Керченского района, числился 131 двор, все крестьянские, население составляло 657 человек, из них 544 русских, 110 украинцев, 2 белоруса, 1 записан в графе «прочие», действовала русская школа I ступени (пятилетка). Постановлением ВЦИК «О реорганизации сети районов Крымской АССР» от 30 октября 1930 года (по другим сведениям 15 сентября 1931 года) Керченский район упразднили и село включили в состав Ленинского, а, с образованием в 1935 году Маяк-Салынского района (переименованного 14 декабря 1944 года в Приморский) — в состав нового района. На подробной карте РККА Керченского полуострова 1941 года в Булганаке обозначено 150 дворов. По данным всесоюзная перепись населения 1939 года в селе проживало 743 человека.

Вблизи села и непосредственно под ним вплоть до 1953 года проводилась добыча камня-известняка закрытым способом, после чего образовались обширные Булганакские каменоломни.

Герой Советского Союза Владимир Павлович Бондаренко
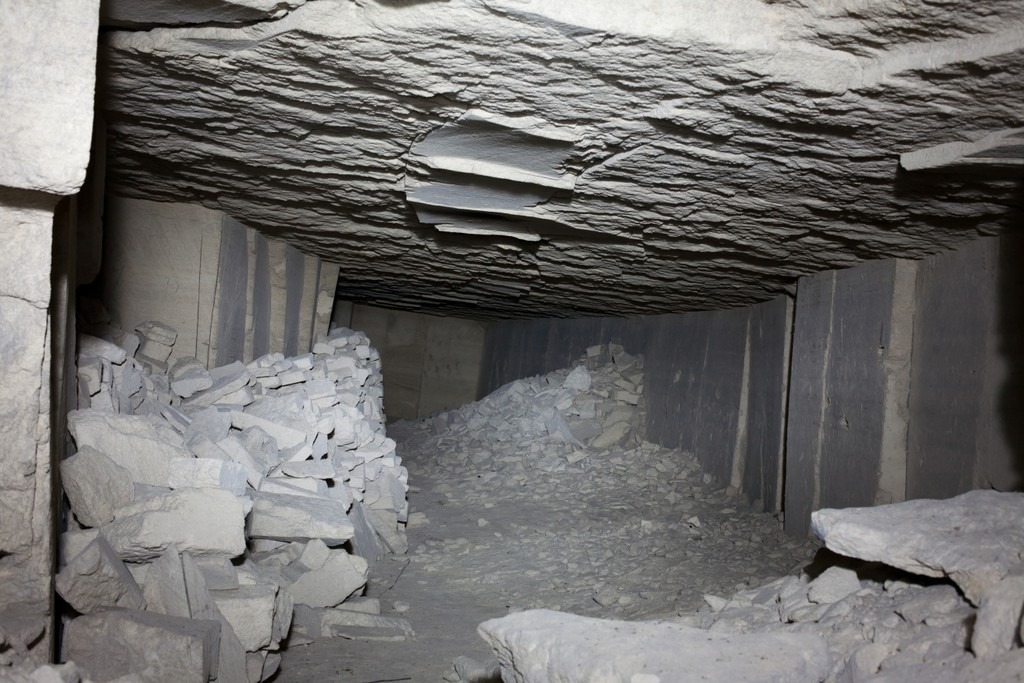
Булганакские каменоломни.
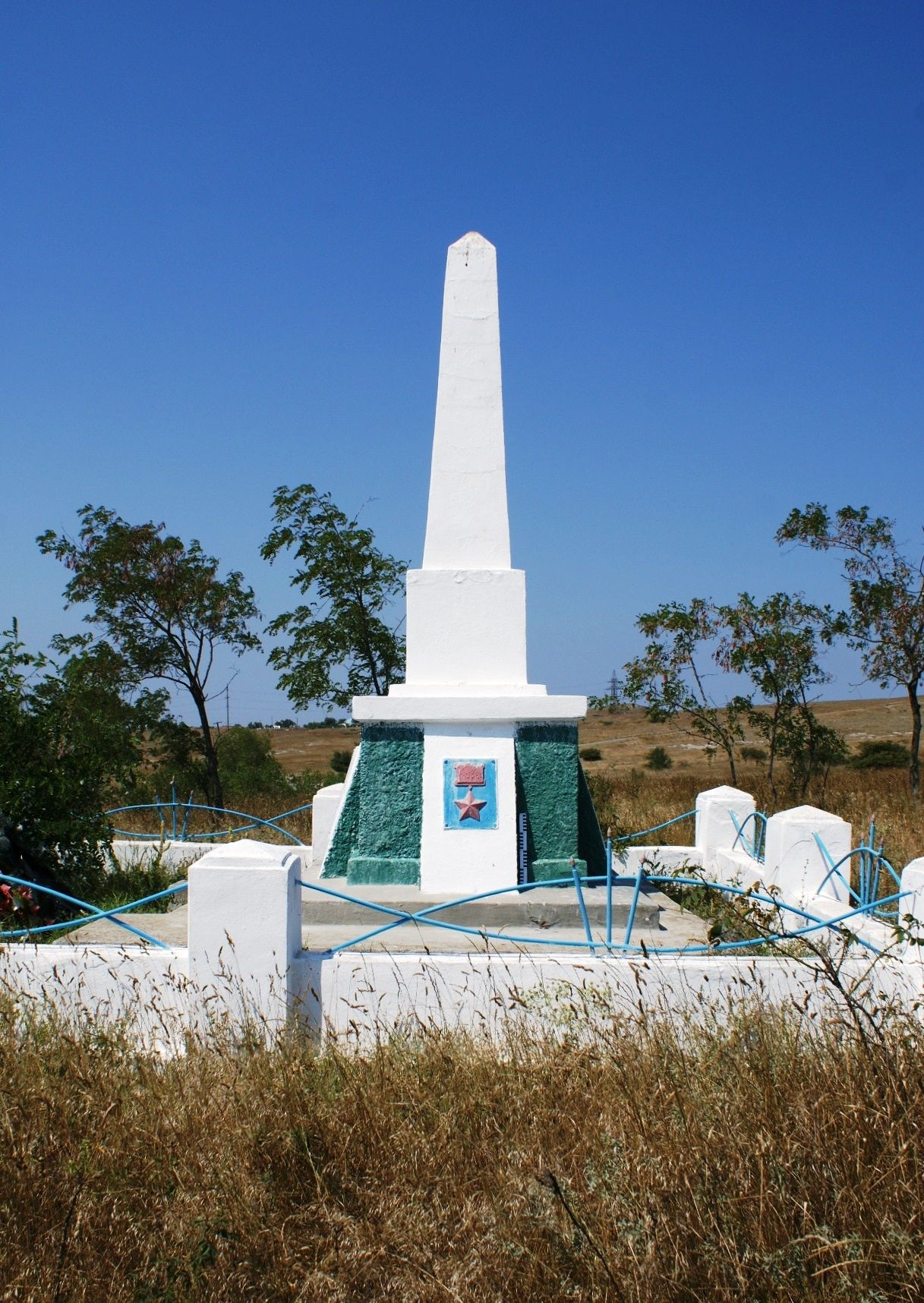
Памятный знак в честь Героя Советского Союза Бондаренко.
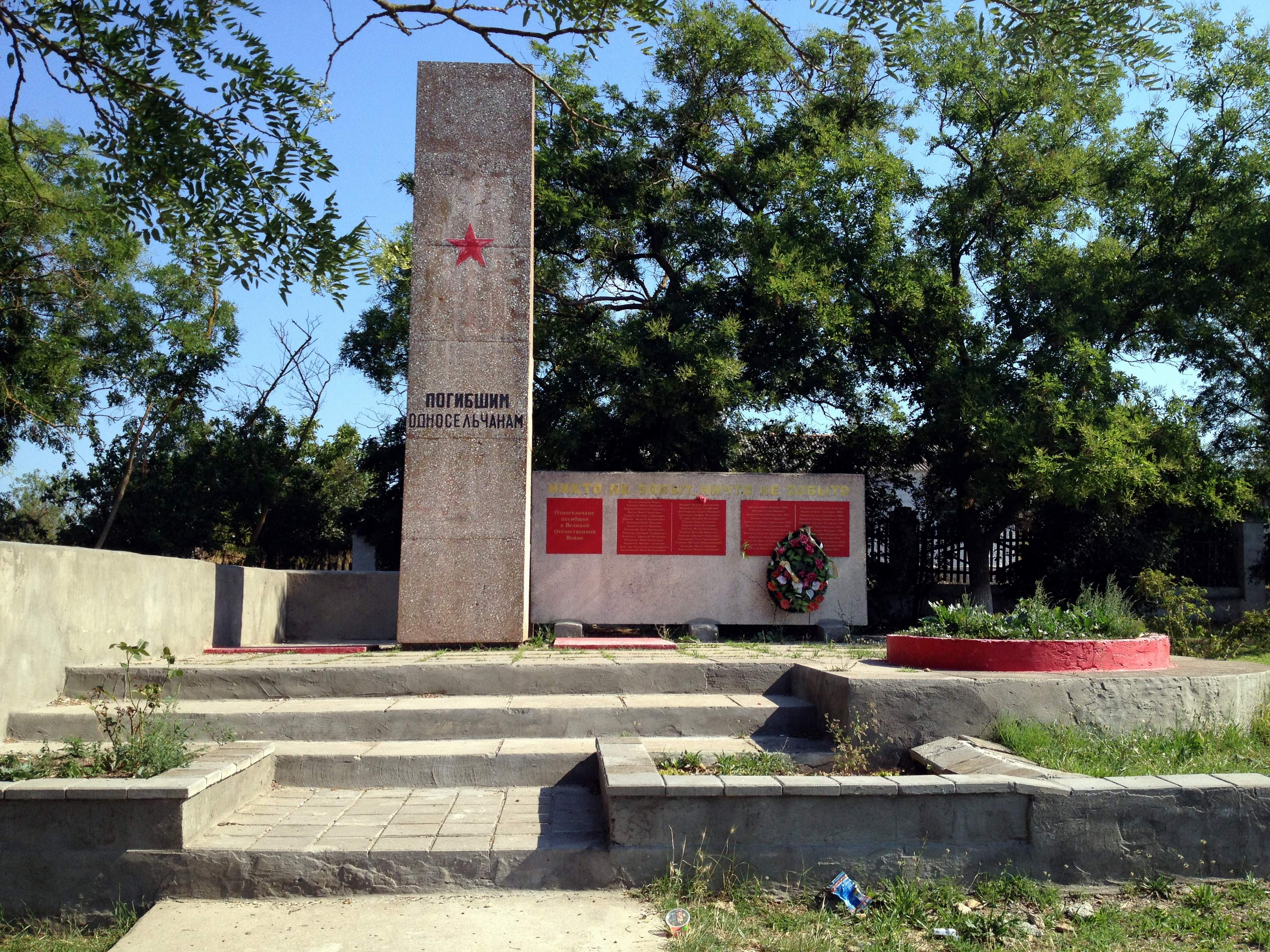
Памятный знак в честь воинов-односельчан

После освобождения Крыма от фашистов, 12 августа 1944 года было принято постановление № ГОКО-6372с «О переселении колхозников в районы Крыма» и в сентябре того же года в район приехали первые новоселы 204 семьи из Тамбовской области, а в начале 1950-х годов последовала вторая волна переселенцев из различных областей Украины. С 25 июня 1946 года Булганак в составе Крымской области РСФСР.Указом Президиума Верховного Совета РСФСР от 18 мая 1948 года, Булганак переименовали в Бондаренково, в честь погибшего в окрестностях села Героя Советского Союза Владимира Бондаренко. 26 апреля 1954 года Крымская область была передана из состава РСФСР в состав УССР. В 1975 году на окраине села в честь героя установлен памятный знак работы скульпторов В. Довженко, А. Могилева, И. Москаленко, объект историко-культурного наследия.
Указом Президиума Верховного Совета УССР «Об укрупнении сельских районов Крымской области», от 30 декабря 1962 года Приморский район был упразднён и вновь село присоединили к Ленинскому. По данным переписи 1989 года в селе проживало 707 человек. С 12 февраля 1991 года село в восстановленной Крымской АССР, 26 февраля 1992 года переименованной в Автономную Республику Крым. С 21 марта 2014 года — в составе Республики Крым России.